# Ubalá (kommun)
Ubalá är en kommun i Colombia.   Den ligger i departementet Cundinamarca, i den centrala delen av landet, 70 km öster om huvudstaden Bogotá. Antalet invånare är 11 892.